# Maurice Boutel
Maurice Boutel, all'anagrafe Maurice Isaac Teboul (Frenda, 30 luglio 1923 – Saint-Denis, 5 gennaio 2003), è stato un regista e sceneggiatore francese.

## Filmografia

### Regista

#### Cinema
- Le cas du docteur Galloy (1951)
- Monsieur Octave (1951)
- Brigade des moeurs (1959)
- Interpol contre X (1960)
- Business (1960)
- La prostitution (1963)
- De l'assassinat considéré comme un des beaux-arts (1964)
- L'homme de l'Interpol (1966)

### Sceneggiatore
- Le cas du docteur Galloy, regia di Maurice Boutel (1951)
- Monsieur Octave, regia di Maurice Boutel (1951)
- Brigade des moeurs, regia di Maurice Boutel (1959)
- Business, regia di Maurice Boutel (1960)
- Première brigade criminelle, regia di Maurice Boutel (1962)
- La prostitution, regia di Maurice Boutel (1963)
- L'homme de l'Interpol, regia di Maurice Boutel (1966)